# ICD-10 Kapitel IV - Endokrine og ernæringsbetingede sygdomme samt stofskiftesygdomme
ICD-10 Kapitel IV - Endokrine og ernæringsbetingede sygdomme samt stofskiftesygdomme er det fjerde kapitel i ICD-10 kodelisten. Kapitlet indeholder endokrine og ernæringsbetingede sygdomme samt stofskiftesygdomme.
| Kapitel IV – Endokrine og ernæringsbetingede sygdomme samt stofskiftesygdomme (E00-E90) |
| E00-E07 - Sygdomme i skjoldbruskkirtlen                                                 |
| --------------------------------------------------------------------------------------- |
| E00 - Medfødt jodmangelsyndrom                                                          |
| E01 - Jodmangelrelaterede lidelser i skjoldbruskkirtlen og beslægtede tilstande         |
| E02 - Kompenseret jodmangelbetinget myksødem                                            |
| E03 - Anden hypothyreoidisme                                                            |
| E04 - Anden atoksisk struma                                                             |
| E05 - Thyreotoksikose                                                                   |
| E06 - Betændelse i skjoldbruskkirtlen                                                   |
| E07 - Andre sygdomme i skjoldbruskkirtlen                                               |
| E10-E14 - Sukkersyge                                                                    |
| E10 - Type 1-diabetes                                                                   |
| E11 - Type 2-diabetes                                                                   |
| E12 - Diabetes forårsaget af underernæring                                              |
| E13 - Andre former for diabetes                                                         |
| E14 - Ikke specificeret diabetes                                                        |
| E15-E16 - Andre sygdomme i sukkerregulation og bugspytkirtlens indre sekretion          |
| E15 - Ikke-diabetisk hypoglykæmisk koma                                                 |
| E16 - Andre forstyrrelser i bugspytkirtlens interne sekretion                           |
| E20-E35 - Sygdomme i andre endokrine kirtler                                            |
| E20 - Hypoparathyreoidisme                                                              |
| E21 - Hyperparathyreoidisme og andre sygdomme i biskjoldbruskkirtel                     |
| E22 - Øget aktivitet i hypofysen                                                        |
| E23 - Nedsat aktivitet og andre sygdomme i hypofysen                                    |
| E24 - Cushings syndrom                                                                  |
| E25 - Adrenogenitale sygdomme                                                           |
| E26 - Hyperaldosteronisme                                                               |
| E27 - Andre binyresygdomme                                                              |
| E28 - Forstyrrelse i æggestokkenes funktion                                             |
| E29 - Forstyrrelse i testiklernes funktion                                              |
| E30 - Hormonelle forstyrrelser i puberteten IKA                                         |
| E31 - Funktionsforstyrrelser i flere endokrine kirtler                                  |
| E32 - Sygdomme i thymus                                                                 |
| E34 - Sygdomme i andre endokrine kirtler                                                |
| E35 - Endokrine sygdomme som følge af sygdom klassificeret andetsteds                   |
| E40-E47 - Underernæring                                                                 |
| E40 - Proteinmangelsygdom hos børn                                                      |
| E41 - Svækkelse forårsaget af underernæring                                             |
| E42 - Svær afmagring som følge af protein- og energimangel                              |
| E43 - Ikke specificeret svær protein- og energimangelsygdom                             |
| E44 - Moderat og mild protein- og energimangelsygdom                                    |
| E45 - Forsinket udvikling som følge af protein- og energimangel                         |
| E46 - Ikke specificeret protein- og energiunderernæring                                 |
| E47 - Anden undervægt                                                                   |
| E50-E64 - Andre ernæringsbetingede mangeltilstande                                      |
| E50 - A-vitaminmangel                                                                   |
| E51 - Tiaminmangel                                                                      |
| E52 - Niacinmangel                                                                      |
| E53 - Andre B-vitamin mangeltilstande                                                   |
| E54 - C-vitaminmangel                                                                   |
| E55 - D-vitaminmangel                                                                   |
| E56 - Andre vitaminmangel-tilstande                                                     |
| E58 - Ernæringsbetinget kalciummangel                                                   |
| E59 - Ernæringsbetinget selenmangel                                                     |
| E60 - Ernæringsbetinget zinkmangel                                                      |
| E61 - Mangel på andre sporelementer                                                     |
| E63 - Andre ernæringsbetingede mangeltilstande                                          |
| E64 - Følger efter underernæring og ernæringsbetingede mangeltilstande                  |
| E65-E68 - Fedme og anden form for øget fødeindtagelse                                   |
| E65 - Lokaliseret fedme                                                                 |
| E66 - Overvægt og fedme                                                                 |
| E67 - Anden overernæring                                                                |
| E68 - Følger af overernæring                                                            |
| E70-E89 - Metaboliske sygdomme                                                          |
| E70 - Forstyrrelser i omsætningen af aromatiske aminosyrer                              |
| E71 - Forstyrrelser i omsætningen af forgrenede aminosyrer og fedtsyrer                 |
| E72 - Andre forstyrrelser i aminosyreomsætningen                                        |
| E73 - Laktoseintolerans                                                                 |
| E74 - Andre forstyrrelser i kulhydratomsætningen                                        |
| E75 - Forstyrrelse i sfingolipidomsætningen og andre lipidaflejringsforstyrrelser       |
| E76 - Forstyrrelser i glukosaminoglykanomsætningen                                      |
| E77 - Forstyrrelser i glykoproteinomsætningen                                           |
| E78 - Forstyrrelser i lipoproteinomsætningen og andre lipidæmier                        |
| E79 - Forstyrrelser i purin- eller pyrimidinomsætningen                                 |
| E80 - Forstyrrelser i porfyrin- eller bilirubinomsætningen                              |
| E83 - Forstyrrelser i mineralomsætningen                                                |
| E84 - Cystisk fibrose                                                                   |
| E85 - Amyloidose                                                                        |
| E86 - Udtørring og nedsat ekstracellulærvolumen                                         |
| E87 - Andre forstyrrelser i vand-, elektrolyt- og syre-basebalance                      |
| E88 - Andre metaboliske forstyrrelser                                                   |
| E89 - Endokrine forstyrrelser og omsætningsforstyrrelser efter behandling IKA           |

| Lægevidenskab | Spire Denne artikel om lægevidenskab er en spire som bør udbygges. Du er velkommen til at hjælpe Wikipedia ved at udvide den. |